# 钟乳石枝球虫
钟乳石枝球虫（学名：Cladococcus stalactites）为星球虫科枝球虫属的动物。分布于大西洋西部热带区以及中国东海等海域。